# Caomiaoxiang (ort i Kina, Shaanxi, lat 33,09, long 107,47)
Caomiaoxiang är en ort i Kina. Den ligger i provinsen Shaanxi, i den nordvästra delen av landet, omkring 190 kilometer sydväst om provinshuvudstaden Xi'an. Antalet invånare är 13 696. Befolkningen består av 6 731 kvinnor och 6 965 män. Barn under 15 år utgör 16,0 %, vuxna 15-64 år 72 %, och äldre över 65 år 11,0 %.
Runt Caomiaoxiang är det ganska tätbefolkat, med 96 invånare per kvadratkilometer. Närmaste större samhälle är Chenggu Xian, 14,8 km nordväst om Caomiaoxiang. I omgivningarna runt Caomiaoxiang växer i huvudsak blandskog.
Genomsnittlig årsnederbörd är 1 052 millimeter. Den regnigaste månaden är juli, med i genomsnitt 222 mm nederbörd, och den torraste är december, med 2 mm nederbörd.